# Eleutherodactylus lamprotes
Eleutherodactylus lamprotes är en groddjursart som beskrevs av Schwartz 1973. Eleutherodactylus lamprotes ingår i släktet Eleutherodactylus och familjen Eleutherodactylidae. Inga underarter finns listade i Catalogue of Life.
Detta groddjur är endast känt från en liten bergstrakt i sydvästra Haiti. Regionen ligger 800 till 1500 meter över havet. Exemplaren lever i fuktiga skogar med epifyter. Honor lägger ägg i växter av släktet Bromelia och grodynglen genomgår antagligen ingen metamorfos.
Beståndet hotas av skogsröjningar och av svedjebruk. Utbredningsområdet är delvis skyddszon. IUCN listar arten som akut hotad (CR).